# Itinerer

Przykładowy itinerer z oznaczeniami stosowanymi w orientacji sportowej

Itinerer – rodzaj mapy, który zawiera jedynie schematy skrzyżowań z zaznaczonym kierunkiem, w którym należy się udać. Wykorzystywany jest w rajdach samochodowych, a także w turystycznych marszach na orientację.